# Флорімон Ерве
Флорімо́н Ерве́ (фр. Hervé; справжнє ім'я Луї-Оґю́ст-Флорімо́н Ронже́, фр. Louis-Auguste-Florimond Ronger; 30 червня 1825 — 4 листопада 1892) — французький композитор і органіст, засновник музичного театру, автор оперет, серед яких найбільш відома «Мадемуазель Нітуш». Поряд з Жаком Оффенбахом є основоположником французької оперети.

## Біографія
Флорімон Ерве народився в місті Уден поблизу Арраса. У дитинстві співав у церковному хорі. Прекрасний голос (тенор) Ерве зберіг на все життя. Музичну освіту здобув в Паризькій консерваторії у Даніеля Обера.
Працював органістом і хормейстером в церкві при психіатричній лікарні в Бісетрі, поблизу Парижа. Займався музикотерапією на заняттях і репетиціях з пацієнтами клініки. Одночасно таємно робить кар'єру в музичному театрі: спочатку як актор і співак (ліричний тенор), потім як композитор, драматург і режисер. Ця ситуація, пізніше була зображена лібретистами в його найпопулярнішій опереті, «Мадемуазель Нітуш».
1845 року виграє конкурс на місце органіста паризької церкви Сен-Есташ. Коли його твори стали успішними він повністю присвятив своє життя музичному театрові.
1848 року під псевдонімом «Ерве» пише одноактний музичний бурлеск «Дон Кіхот і Санчо Панса», який попри всі революційні потрясіння цього року мав великий успіх у публіки. Іноді цей спектакль навіть розглядають як першу французьку оперету.
1851 року Ерве стає диригентом і керівником оркестру в театрі Пале-Рояль. Незабаром він відкриває свій власний театр, який здійснив великий вплив на формування жанру оперети і його подальший розвиток.
1870 року він вирушив до Лондону і ставив свої твори англійською мовою, сам виступаючи в них з успіхом.
В останні роки свого життя Ерве страждав від душевної хвороби і помер в Парижі 4 листопада 1892 року, на дванадцять років переживши Оффенбаха.

## Театр Ерве

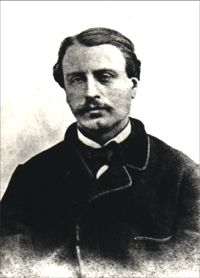
Ерве

У 1855 році, ставши директором кафешантану «Folie-Mayer» на бульварі дю Тампль в Парижі, Ерве перетворив його в власний театр під назвою «Фолі Консертан» (фр. Folies concertantes), для якого став писати і ставити нові оперети. Через місяць театр був перейменований в «Фолі-Нувель» (фр. Folies-Nouvelles. Французьке слово «Фолі» — безумство, безумство — стає ярликом, розпізнавальним знаком і візитною карткою Ерве, який в ті роки постав в моді та славі.
Незабаром Ерве відмовився від своєї авторської монополії в цьому театрі. Тут дебютував Лео Деліба, майбутній автор популярних опер і балетів, а також Жак Оффенбах, ще до відкриття свого театру Театр Буф-Парізьєн. У «Фолі-Нувель» було виконано одне з перших творів Жака Оффенбаха: «Ой-ай-яй, або Цариця островів», з підзаголовком «музична антропофагія», в якій Ерве сам зіграв головну роль контрабасиста Раклей-а-Мора. Ця буфонада мала багато спільного з творами Ерве: ті ж безглуздості, апологія абсурду і сміх заради сміху.
Після відкриття Оффенбахом власного театру, конкуренція з ним незабаром переросла в особисту ворожнечу, і примирення наступило лише в 1878 році, коли Ерве заспівав партію в оффенбахівській опереті «Орфей в пеклі».
У 1860-х роках театр «Фолі-Нувель» був перейменований в «Фолі-Драматік». У цьому театрі були виконані зокрема:
- «Прострелене око» — пародія на оперу «Вільгельм Телль» Д. Россіні,
- «Маленький Фауст» — пародія на оперу «Фауст» Ш. Гуно.

Були також пародії на «лицарські» опери Д. Меєрбера. У цих оперетах з успіхом виступала Бланш д'Антіньї. У них висміювалися рутинність оперних форм, статичність, самодостатня віртуозність вокальних партій, а класичні герої розмовляли мовою і жаргоном паризьких бульварів.
Більш значні твори Ерве написав після успіху оперет Оффенбаха. У 1883 році, на шостому десятку, Ерве створив найвідомішу в його творчості оперету — «Мадемуазель Нітуш». На відміну від інших його творів, ця оперета наповнена щирим ліризмом і є музично й драматургічно зрілим твором. Головна роль в цій опереті призначалася для відомої актриси Анни Жюдік, яка забезпечила цьому творові великий успіх.

## Творчість
Ерве — творець жанру «оперета-буф». Його ранні твори, в основному буфонади, в яких він висміював традиційні оперні форми, були дуже близькі за жанром до оперети, тому його вважають поряд з Оффенбаха — основоположником французької оперети і якоюсь мірою попередником.
Щоб виключити можливість суперництва з привілейованої Опера-Комік, влада обмежила спектаклі Ерве в «Folies concertantes» однією дією і всього двома дійовими особами, але він успішно обходив заборони: в його постановках з'явилися глухонімі, ляльки, «труп» і навіть відрубана голова, яка співала з суфлерської будки.
Одноактні буфонади Ерве ще не були оперетами, в них тільки намацує новий шлях, зародки тих якостей, яким судилося розвинутися в найближчому майбутньому і дорости до справжньої оперети. Так виникла невелика музично-сценічна мініатюра — театральна пародія, в якій пантоміма поєднувалася з ексцентричної буфонадою і з елементами сатири на паризьке життя. У 1860-х роках ці обмеження були в основному зняті. Після скасування обмежень, він створював багатоактні твори, що пародіюють оперний і драматичний театри. Пізні роботи Ерве відзначені сильним впливом Жака Оффенбаха.
Ерве був першим, хто зацікавився джерелами свого жанру, вивчаючи архіви театру Вар'єте, серед яких були афіші оперет «Маленький Орфей» (прем'єра 13 червня 1792 року), «Німецький барон», «Блокада їдальні». Він стверджував, що жанр оперети був створений в кінці XVIII сторіччя, в епоху французьких революцій, а він і Оффенбах лише воскресили його.

## Список творів
Одноактні буфонади:
- Двогорбий верблюд
- Перлина Ельзасу
- Неможливий дует
- Божевільний композитор

Ерве написав понад 120 оперет. Серед них найбільш відомі:
- Les folies dramatiques (1853)
- Les chevaliers de la Table Ronde (1866, «Лицарі круглого столу», театр Буф-Парізьєн)
- L'œil crevé (1867, «Прострелений очей», пародія на «Вільгельма Телля» Россіні, Фолі Драматік)
- Chilpéric (1868 пародія на лицарські романи)
- Le petit Faust (1869, «Маленький Фауст»)
- Les Turcs (1869, «Турки»)
- Le trône d'Écosse (1871, «Трон Шотландії»)
- La veuve du Malabar (1873, «Малабарська вдова»)
- La belle poule (1875, «Прекрасна курочка»)
- La Femme à Papa (1879)
- Mam'zelle Nitouche (1883, «Мадемуазель Нітуш»)

## Екранізації
- Мадемуазель Нітуш — Франція, 1954
- Мадемуазель Нітуш — спектакль театру ім. Єрмолової, 1974
- Небесні ластівки — Ленфільм, 1976 (без музики Ерве).